# الطبيب البيطري كولن
الطبيب البيطري كولن هي سلسة رسوم هزلية بريطانية مصورة، نشرت لأول مرة في مجلة «بينو» للأطفال بين عاميِّ 2004 و 2006 وقد رسمت قصة الكارتون المصورة بيد دنكان سكوت بمفرده، وكما يوحي اسم القصة فإن أحداثها تدور حول طبيب بيطري يدعى كولن يصادف مختلف أنواع الحيوانات الظريفة وهذا العنوان تورية لعبارة (استدعاء طبيب بيطري).
كانت القصة واحدة من القصص المرشحة التي صوت لها من القراء لمجلة «بينو» في بداية عام 2004م. وبالرغم من فوز قصة «جو جيستو» إلا أنها فازت بفارق مئوي بسيط هو 1% فقط عن قصة «كولن» ولذلك أضيف كلاهما إلى مجلة «بينو». وظهر كولن أيضا في «بينو السنوية» لعامي 2006 و2007م. 
تتضمن سلسلته الهزلية المصورة الطرف بشكل متكرر حول (حيوانات المشاهير) السرية وهي حيوانات أليفة خيالية يمتلكها المشاهير. وتعد الكثير من أوصاف تلك الحيوانات الأليفة تعتبر تورية يراد بها اسم الشهرة.